# Heinkel Lerche
Heinkel Lerche war der Name einer Projektstudie der Heinkel-Werke aus den Jahren 1944/45 für ein revolutionäres Senkrechtstarter-(VTOL)-Programm zur Entwicklung eines Abfangjägers. Geplant waren zwei Ausführungen: die als leichter Jäger mit einem Triebwerk ausgerüstete Lerche I und die schwere Nachtjagdvariante Lerche II mit zwei Motoren.

## Konstruktion
Bemerkenswert neben den auch anderswo entwickelten Merkmalen eines Senkrechtstarters wie der mit der Nase nach oben stehenden Startposition (Heckstarter) waren die ungewöhnliche Anordnung der Rotoren, die liegende Position des Piloten und die Flügelkonstruktion, die keine konventionelle Tragfläche, sondern einen Ring um die gegeneinander rotierenden Propeller vorsah (Ringflügler).
Die Projektstudien waren im März 1945 abgeschlossen, aber die katastrophale Materialversorgung am Kriegsende stoppte das Projekt. Die futuristische Konstruktion ist theoretisch flugfähig, aber unerprobt. Ob das Projekt die Praxistests überstanden hätte, bleibt offen.
Das Schwesterprojekt war die Heinkel Wespe, eine etwas kleinere Ausführung, die anstelle zweier Rotoren mit einem Turboprop-Antrieb DB 021 ausgerüstet werden sollte.

## Technische Daten
| Kenngröße             | Daten (Heinkel Lerche I, 25. Februar 1945) | Daten (Heinkel Lerche II, 25. Februar 1945)                          |
| --------------------- | ------------------------------------------ | -------------------------------------------------------------------- |
| Besatzung             | 1                                          | 1                                                                    |
| Länge                 | 7,15 m                                     | 10 m                                                                 |
| Spannweite            | 4,00 m                                     | 4,55 m                                                               |
| Flügelfläche          | 12,00 m²                                   |                                                                      |
| Leermasse             | 3.500 kg                                   |                                                                      |
| Startmasse            | 5.562 kg                                   | bis zu 5.600 kg                                                      |
| Antrieb               | 1 × DB 603E mit 1.750 PS (1.287 kW)        | 2 × Daimler-Benz DB 605 oder DB 603E mit zusammen ca. 4.000–4.800 PS |
| Höchstgeschwindigkeit | 780 km/h in 6.000 m Höhe                   | 750–800 km/h in 6.000 m Höhe                                         |
| Marschgeschwindigkeit | 670 km/h                                   |                                                                      |
| Landegeschwindigkeit  | ≥ 10 km/h                                  |                                                                      |
| Dienstgipfelhöhe      | 12.500 m                                   |                                                                      |
| Reichweite            |                                            | 650 km                                                               |
| Bewaffnung            | 2 × 30-mm-Kanone MK 108                    | 2 × 30-mm-Kanone MK 108                                              |